# Scott Brown (football, juin 1985)
Ne doit pas être confondu avec Scott Brown (football, avril 1985).
Pour les articles homonymes, voir Scott Brown et Brown.
Scott Brown, né le 25 juin 1985 à Dunfermline, est un footballeur international écossais qui évolue au poste de milieu droit ou milieu axial au Aberdeen FC en 2021-22 après avoir joué la majeure partie de sa carrière au Celtic FC. Il fait partie du Tableau d'honneur de l'équipe d'Écosse de football, où figurent les internationaux ayant reçu plus de 50 sélections pour l'Écosse, étant inclus en mars 2016.

## Carrière

### En club
Scott Brown commence sa carrière professionnelle en 2002, en signant avec Hibernian. Il dispute son premier match en Première division en mai 2003 face Aberdeen, où il rentre en cours de jeu. Sa première titularisation a lieu une semaine plus tard contre Motherwell. Lors de la saison 2003/04, il devient titulaire dans son équipe, disputant 41 rencontres (et 4 buts). Il conclut cette belle saison par une finale de Coupe de la Ligue écossaise, perdue malheureusement 2-0 face au Livingston FC.
La saison suivante, il se blesse lors d'une rencontre face au Celtic Glasgow, et est indisponible 4 mois. Il finira donc l'année avec seulement 23 matches. 2006 est presque identique, avec une nouvelle blessure, plus importante, qui le prive de compétition durant six mois. 
La saison 2006-2007 est plus joyeuse, Brown ne connaissant pas de problèmes physiques. Il guide son équipe vers la finale de coupe, remportée cette fois-ci largement par Hibernian (5-1 contre Kilmarnock).
Convoité par Everton, Tottenham, Middlesbrough ou encore le Celtic Glasgow, Brown décide de rester fidèle à son club en janvier 2007. Pourtant, le club anglais de Reading annonce publiquement sa venue, qui sera formellement démentie par le joueur, qui ne souhaite pas « se battre pour la relégation lors de son arrivée ». 
Pourtant, il donne son accord au Celtic, face auquel il dispute son dernier match avec Hibernian quelques jours plus tard. Il inscrit un but, applaudit par les supporters des deux camps. Lors de sa sortie, son nom est scandé par les Hibees.
Arrivé à Glasgow le 16 mai 2007 pour la somme de 4,4 millions £, il s'intègre plutôt bien. Lors de son retour à Easter Road, il est bien accueilli par les supporters d'Hibernian. Le 6 novembre 2007, il est victime d'une agression par Gilles Augustin Binya, joueur du Benfica Lisbonne. Malgré la violence du geste, Brown n'en tire aucune conséquence fâcheuse, contrairement à ce qu'il lui été arrivé avec Hibernian.
Scott Brown annonce son départ du Celtic Glasgow à la fin de la saison 2020-21. Capitaine légendaire des “Celts”, Brown s’engage en tant que entraîneur adjoint-joueur dans le club écossais d’Aberdeen FC. Il annonce sa retraite le 8 mars 2022 à l'issue de son 501ème et dernier match de championnat joué pour se concentrer pleinement sur le métier d'entraîneur.

### En équipe nationale
Scott Brown dispute son premier match avec l'Écosse le 12 novembre 2005, à l'occasion d'une rencontre amicale face aux États-Unis. Il inscrit son premier but en sélection le 5 septembre 2009, lors d'un match contre la Macédoine comptant pour les éliminatoires de la Coupe du monde 2010.
Le 6 février 2013, lors d'un match amical face à l'Estonie, il est pour la première fois promu capitaine de l'équipe d'Écosse.
Après 55 sélections et 4 buts marqués avec l'Écosse, il annonce sa retraite internationale le 26 février 2018.

## Palmarès
- Hibernian Édimbourg
  - Vainqueur de la Coupe de la Ligue écossaise en 2007.

- Celtic FC
  - Champion d'Écosse en 2008, 2012, 2013, 2014, 2015, 2016, 2017, 2018, 2019 et 2020.
  - Vainqueur de la Coupe d'Écosse en 2011, 2013, 2017, 2018, 2019 et 2020.
  - Vainqueur de la Coupe de la Ligue écossaise en 2009, 2015 , 2016, 2017 et 2018.

### Distinctions personnelles
- Membre de l'équipe-type de Scottish Premier League en 2007
- Membre de l'équipe-type de Scottish Premier League en 2009
- Membre de l'équipe-type de Scottish Premier League en 2015
- Membre de l'équipe-type de Scottish Premier League en 2017
- Membre de l'équipe-type de Scottish Premier League en 2019[6].